# George Dalgarno

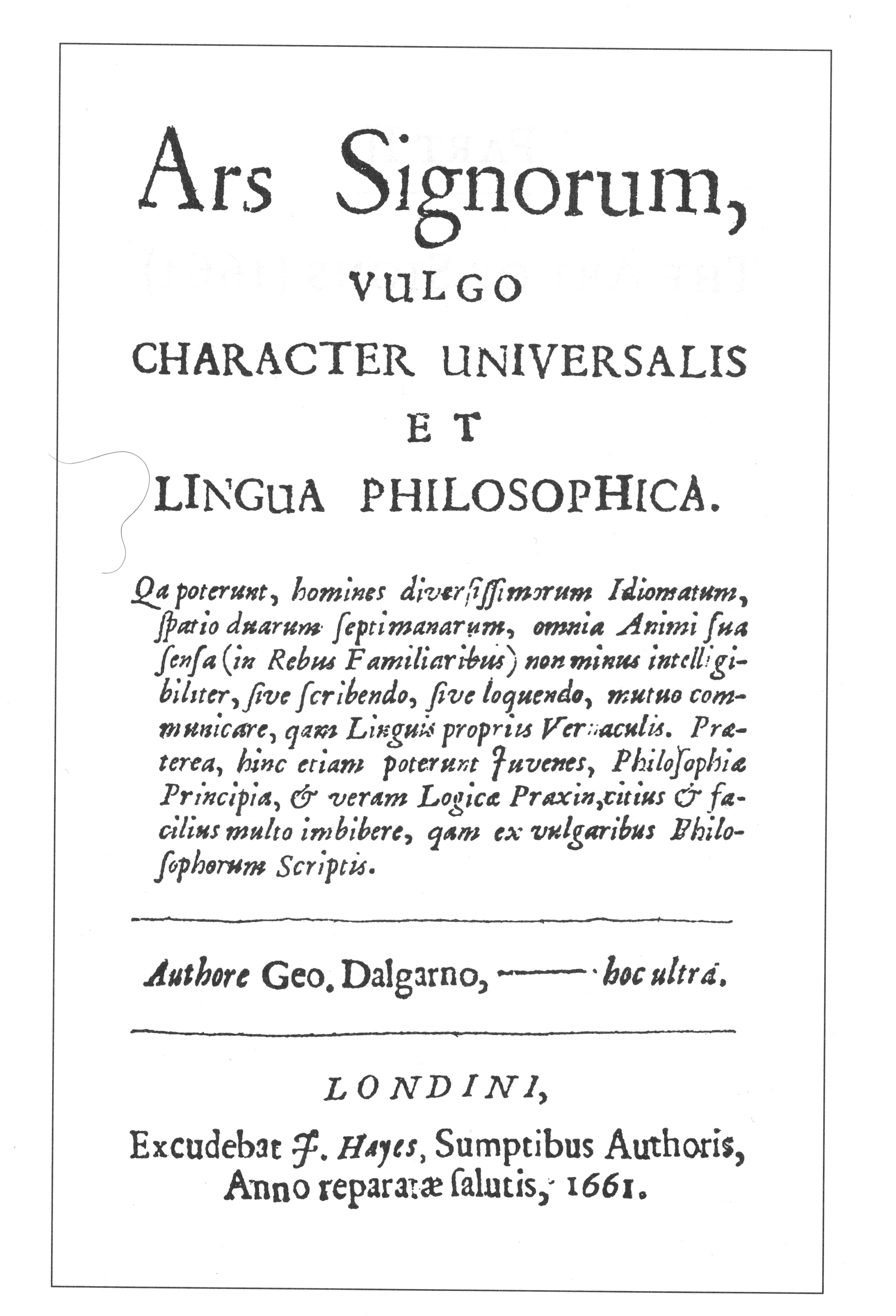
Ars Signorum – Titel der Ausgabe von 1661

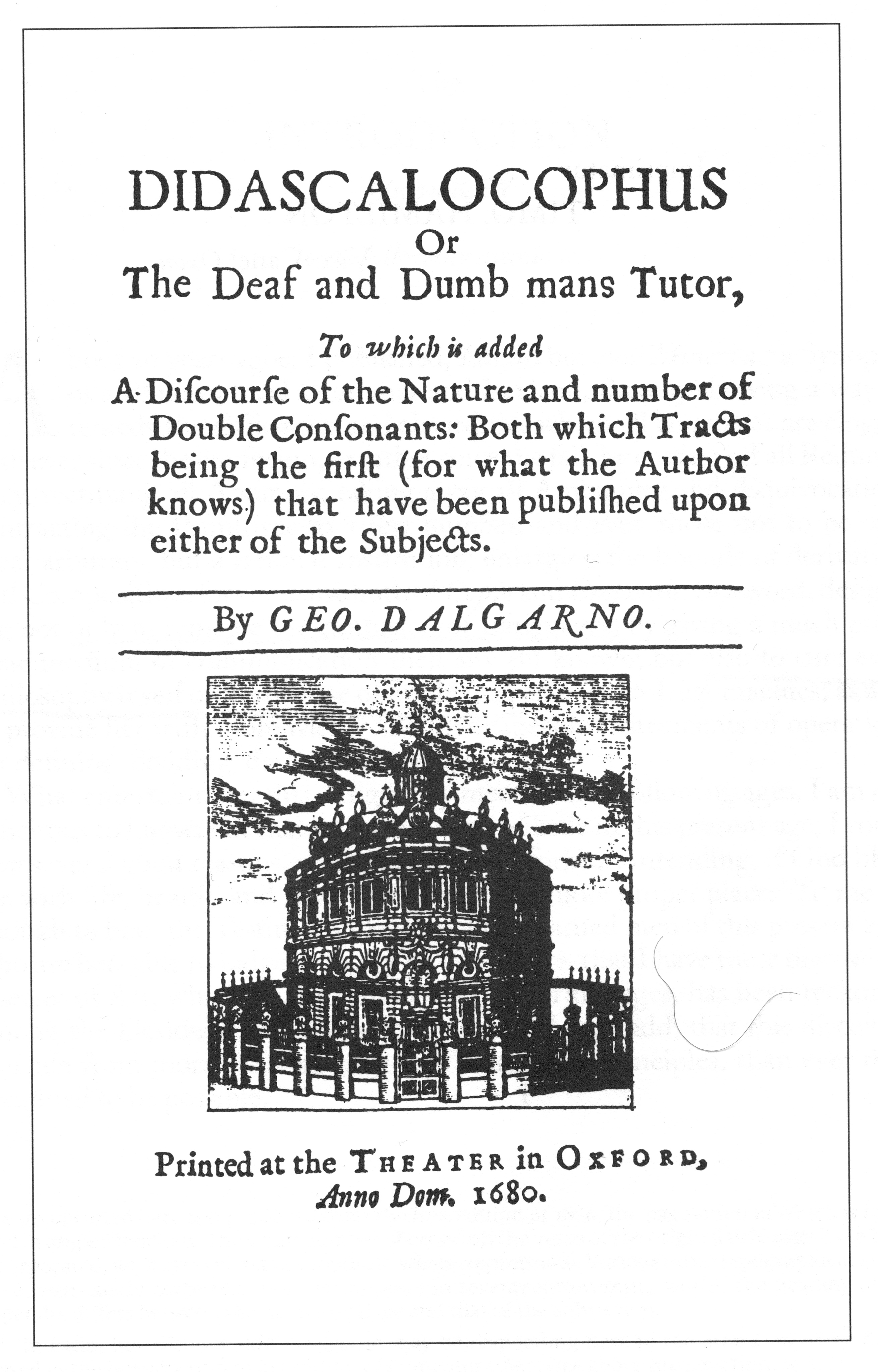
Didascalocophus – Titel der Ausgabe von 1680

George Dalgarno (* etwa 1620 in Aberdeen; † 28. August 1687 in Oxford) war ein schottischer Pädagoge und Sprachwissenschaftler.

## Leben
Dalgarno gründete 1657 in Oxford eine Schule. Ab 1661 leitete er die private Elizabeth School auf Guernsey. 1664 kehrte er nach Oxford zurück. Nach einem erneuten Aufenthalt in Guernsey ab 1670 kehrte Dalgarno aus Gesundheitsgründen 1672 wieder nach Oxford zurück. Dort starb er 1687 und wurde am 30. August an der Pfarrkirche St. Mary Magdalen beigesetzt.
Er war verheiratet mit Margarett Dalgarno und hatte sieben Kinder, von denen einige früh verstarben.

## Werk
Mit Dalgarnos Namen verbinden sich eine innovative Unterrichtsmethode für Gehörlose sowie eine frühe Form des Gebärdenalphabets. Sein Didascalocophus or the Deaf and Dumb man's tutor erscheint 1680, wurde kontrovers diskutiert, aber auch in der Praxis eingesetzt.
Bekannter ist er jedoch als Konstrukteur einer Plansprache. Seine Ars Signorum veröffentlicht er 1661 auf Latein in London. Ziel ist eine „philosophische Sprache“, die Menschen unterschiedlicher Sprachgemeinschaften binnen zweier Wochen in die Lage versetze, „sich über alles, was ihnen in Alltagsdingen auf der Seele brennt, zu verständigen, und zwar sowohl schriftlich als auch mündlich und genau so gut wie in ihrer Muttersprache“, wie es im Untertitel heißt.

## Ars Signorum
Von nah betrachtet, handelt es sich bei Dalgarnos auch als character universalis bezeichnetem Konzept um ein Wörterbuch als logische Klassifikation „sämtlicher Ideen“. Bei ihm sind alle denkbaren Begriffe unterteilt in 17 Grundklassen, die mit lateinischen und griechischen Buchstaben gekennzeichnet werden. Jeder dieser Buchstaben soll Anfangsbuchstabe bestimmter Wortgruppen sein. A = Wesen – H = Substanz – E = Akzidentien – I = konkretes Ding, O = Festkörper – S = soziales Phänomen – P = Gefühl – K = politisches Phänomen usw. Der zweite Buchstabe eines Wortes gibt die entsprechende Zwischenklasse an. Die Grundklasse der politischen Phänomene = K umfasst zum Beispiel folgende Zwischenklassen: Ka = amtliche Berichte – Ke = Gerichtsangelegenheiten – Ki = Rolle der Parteien – Ko = Rolle des Richters.
Nηko heißt nach Dalgarnos System: N = Lebewesen – η = Tier – k = Vierfüßler – o = die Art, also insgesamt: Maultier. Eine Alltagssache wie Knoblauch wird Nebghnagbana, was sich so deuten lässt: N = etwas Konkretes – e = wurzelhaft – b = essbar – g = wohlschmeckend – h = süß – n = fett – a = jahreszeitlich, g = blättrig – b = Ordnungsmerkmal – a = Ersteindruck – n = länglich. Der Satz „Am Anfang schuf Gott Himmel und Erde“ lautet: Dam semu Sava samesa Nam tηn Nom.
Alles in allem war Dalgarnos Ansatz für die Kommunikationspraxis zu kompliziert. Er geriet in Vergessenheit, obwohl sich die Oxforder Intelligenz damit intensiv befasst hatte.

## Einfluss
In Oxford gehört Dalgarno ab den 1650er-Jahren zu einem Kreis von Gelehrten, aus dem heraus sich später die Royal Society entwickelt. Mit seiner Arbeit beeinflusst Dalgarno unmittelbar zwei weitere Plansprachenprojekte: John Wilkins und seinen Essay towards a real character and a Philosophical Language sowie Gottfried Wilhelm Leibniz und seine Lingua universalis.

## Ehrungen
Dalgarno ist der Namensgeber des Asteroiden 6941 Dalgarno, der 1976 entdeckt worden ist.